# Мервин Великий
Мерфин Великий (Мервин ап Кинан или Мервин ап Кинвин; валл. Merfyn Mawr, Merfyn ap Cynan, Merfyn ab Cynfyn; около 630—682) — король Галвидела (650-е/660-е — 682).

## Биография
Мервин — сын короля Галвидела Кинана ап Анллеха — стал королём примерно в 650-х или 660-х годах. Хотя о нём практически ничего не известно, его эпитет «Великий», упоминаемый в анналах, даёт основания полагать, что он был гораздо более могущественным королём, чем его предшественники.
Флот Мервина был известен далеко за пределами острова Мэн. Воины Галвидела совершали набеги на побережья Ульстера и Лейнстера. Сын Мервина Анарауд был женат на принцессе из Инис Манау. Её отец умер около 675 года и Анарауд стал королём Инис Манау. В 682 году Мервин умер и его сын также стал королём Галвидела.